# صلح از طریق قدرت
صلح از طریق قدرت (انگلیسی: Peace through strength) یک عبارت و نظریه است که یک نیروی نظامی به اندازه کافی قوی می‌تواند صلح را حفظ کند. این مفهوم مدت‌هاست که با سیاست واقع‌گرایانه و نظریه بازدارندگی مرتبط بوده است. این عبارت احتمالاً از نویل چمبرلین سرچشمه می‌گیرد که از سال ۱۹۳۶ تا ۱۹۳۹ یک کمپین روابط عمومی «صلح از طریق قدرت» را برای جلوگیری از جنگ جهانی دوم اداره می‌کرد؛ سپس این عبارت در طول جنگ سرد رواج یافت و در نهایت از سال ۱۹۸۰ به یکی از سیاست‌های اصلی حزب جمهوری‌خواه ایالات متحده تبدیل شد. این ایده منتقدانی دارد، از جمله اندرو باسویچ که می‌گوید: «صلح از طریق قدرت به راحتی به صلح از طریق جنگ تبدیل می‌شود.»
اگرچه این عبارت ریشه مدرنی دارد، اما امپراتور روم، هادریان (۷۶–۱۳۸ میلادی) نیز همین اصول را به کار می‌برد. سیاست او در تاریخ آگوستی در قرن چهارم میلادی به این صورت توصیف شده است: «او بیشتر به صلح تمایل داشت تا جنگ، او ارتش را طوری آموزش می‌داد که گویی جنگ قریب‌الوقوع است.» دیوار هادریان نماد و مظهر این سیاست بود. به همین دلایل، نویسندگان مدرن مفهوم صلح از طریق قدرت را با هادریان مرتبط دانسته‌اند، اگرچه او هرگز دقیقاً از این عبارت استفاده نکرد.
در قرن چهارم پس از میلاد، عبارت «بنابراین، هر که خواهان صلح است، برای جنگ آماده شود») توسط وجتیوس نوشته شد. گاهی اوقات به اشتباه به عنوان ("اگر صلح می خواهی، برای جنگ آماده شو") نقل می‌شود.
جرج واشینگتن، اولین رئیس‌جمهور ایالات متحده، در پنجمین پیام سالانه خود به کنگره، خطابه وضعیت کشور در سال ۱۷۹۳، سیاست حفظ صلح از طریق آمادگی نظامی را اعلام کرد. او گفت: «اگر می‌خواهیم صلح، یکی از قدرتمندترین ابزارهای رفاه روزافزون خود را تضمین کنیم، باید بدانیم که همیشه آماده جنگ هستیم.»